# Acabaria sinaica
Acabaria sinaica är en korallart som beskrevs av Manfred Grasshoff 2000. Acabaria sinaica ingår i släktet Acabaria och familjen Melithaeidae.
Artens utbredningsområde är Röda havet. Inga underarter finns listade i Catalogue of Life.